# Intel·ligència dels primats

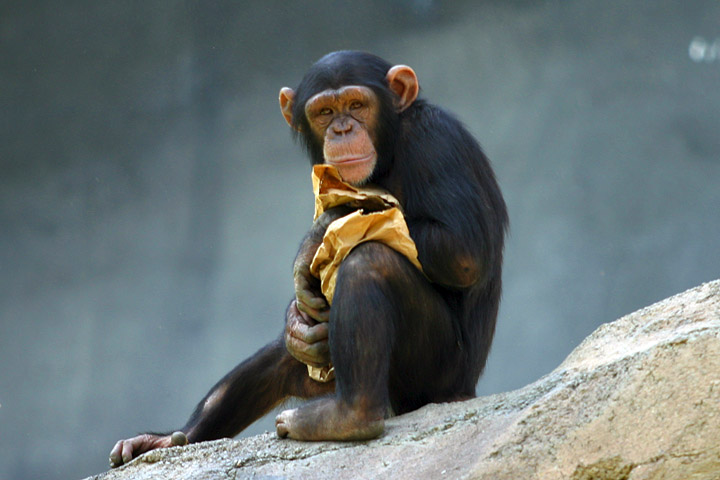
ximpanzé

Els estudis de la intel·ligència dels primats han postulat que els primats tenen capacitats cognitives que els permeten efectuar diverses accions que poden ser considerades senyals d'intel·ligència: des d'un elaborat grau de coordinació espacial
fins a indicis de quelcom que es podria interpretar com a moral.